# Mandarino (personaggio)
Il Mandarino (Mandarin) è un personaggio dei fumetti statunitensi, creato da Stan Lee (testi) e Don Heck (disegni), pubblicato dalla Marvel Comics. La sua prima apparizione avviene in Tales of Suspense (vol. 1) n. 50 (febbraio 1964).
Il Mandarino è il nemico numero uno di Iron Man, oltretutto è anche il peggior nemico di War Machine e, nella classifica dei più grandi cattivi dei fumetti di tutti i tempi stilata nel 2009 da IGN, si è classificato all'81º posto.

## Biografia del personaggio

### Origini
Figlio di uno degli uomini più ricchi della Cina pre-rivoluzionaria (sosteneva di essere un discendente diretto di Gengis Khan) e di una nobildonna inglese, entrambi morti prematuramente, viene cresciuto da una zia paterna, arrabbiata con il mondo, che lo educa con la stessa sua mentalità. Il ragazzo si dimostra interessato nelle scienze e usa una parte della sua eredità per studiarle. In età adulta viene nominato Mandarino, un'alta carica governativa, e diventa celebre in tutta la Cina per la sua abilità amministrativa.
Con la rivoluzione comunista guidata da Mao Zedong, il Mandarino viene tuttavia spogliato dalla sua carica, della sua eredità e del suo palazzo. Sperando di trovare i mezzi per riappropriarsi della sua posizione, il Mandarino esplora la proibita "Valle degli Spiriti", dove nessuno aveva mai osato mettere piede da secoli. Là trova lo scheletro e l'astronave di Axonn-Karr, un'entità intelligente simile a un drago del pianeta Maklu-4, che era giunta sulla Terra molti secoli prima e lì era morto. Durante gli anni seguenti, il Mandarino studia la scienza makluana fino a quando ne diventa esperto. Impara ad utilizzare i dieci anelli che aveva trovato con l'astronave e che, insieme ad altre attrezzature erano la fonte di propulsione di essa. Il Mandarino prende possesso dei villaggi intorno alla Valle e, grazie alla sua super-scienza, diventa rapidamente una potenza che neppure l'Armata Cinese può fronteggiare. In seguito tenta numerose volte di conquistare il mondo.
Il Mandarino fece rapire da Wong-Chu (una sua pedina) Ho Yinsen e Tony Stark. Stark per fuggire alla prigionia costruì la prima armatura di Iron Man.
Il Mandarino ritiene che la tecnologia sia la via più sicura per raggiungere i suoi scopi. Anni dopo riesce ad impadronirsi delle armi di molte nazioni. Tra i primi piani del Mandarino c'è il sabotaggio e il furto dei missili americani e spiare le creazioni di Tony Stark. Per indagare chi lo stesse spiando, Stark indossa l'armatura di Iron Man e vola fino in Cina, diventando ben presto il maggiore ostacolo per i piani di conquista del Mandarino. Durante i loro primi scontri, in tre occasioni, il Mandarino decide di catturare l'eroe (o il suo alter ego) Tony Stark, ma fallisce. Allo stesso modo Iron Man contrasta molti dei piani dell'antagonista, ma non riesce mai a sconfiggerlo. Alcuni dei primi ritrovati tecnologici del Mandarino sono il piccolo satellite orbitante chiamato "raggio della morte", sempre puntato sulle Stark Industries, e Ultimo, un androide alto circa 10 metri che possiede grandi poteri distruttivi. Il Mandarino usa per quattro volte Ultimo durante gli anni, ma il robot viene ogni volta sconfitto da Iron Man.
La tecnologia di teletrasporto usata dal Mandarino e derivata dalla scienza makluana gli permette di catturare le persone e di scappare immediatamente. Durante il suo quinto scontro con Iron Man, il Mandarino teletrasporta Harold "Happy" Hogan, un amico e un confidente dell'eroe, nel suo castello in Cina, lontano migliaia di chilometri, rimandando la sfida. Hogan aveva indosso l'armatura in quel momento per proteggere l'identità segreta del suo capo e il Mandarino lo prende per Tony Stark. Per salvare il suo amico, Iron Man combatte fisicamente il Mandarino in uno scontro in prima persona per la prima volta.
Iron Man ridirige i missili che aveva lanciato verso il castello del Mandarino, distruggendolo. Il Mandarino riesce a scappare grazie al suo dispositivo del teletrasporto e si materializza a bordo di un suo satellite orbitante. Là, costruisce un apparecchio capace di trasmettere "raggi d'odio" sulla Terra. Il Mandarino assume alcuni dei Signori del Male per compiere missioni al posto suo: il Laser Vivente (detto anche Living Laser), lo Spadaccino, L'Incantatrice e l'Esecutore. I Vendicatori decidono di fermare il piano del Mandarino e distruggere il suo satellite.
In seguito stabilisce una base nel Deserto del Gobi e volge la sua attenzione verso Hulk, sperando di convertire il mostro verde in un suo complice. Due tentativi di controllare Hulk si dimostrano inutili, in uno di questi il Mandarino si allea con il criminale americano chiamato Uomo Sabbia. Hulk distrugge la sua base nel deserto. Quando il Mandarino attacca di nuovo Iron Man, utilizza un androide molto simile ad Hulk. Il Mandarino mette in piedi un'azienda in America per screditare pubblicamente Tony Stark. Mentre tiene prigioniero Iron Man per la quarta volta, tenta di scoprire se questa volta ha catturato veramente Stark, ma Tony lo inganna ancora grazie ad una maschera di gomma sulla faccia.

### Nuovi corpi
Ritornando in Cina, il Mandarino cerca i mezzi per aumentare il potere dei suoi anelli e viene a sapere del leggendario Occhio di Yin, un talismano del potere creato da un gruppo di stregoni cinesi. Il Mandarino manovra la Famiglia Reale degli Inumani (che in quel periodo vivevano presso la Catena dell'Himalaya in Tibet) per trovare l'oggetto per lui. Ma prima di riuscire ad incorporare il potere dell'Occhio nei suoi anelli, la Freccia Nera, il capo degli Inumani, lo sconfigge, lo priva dei suoi dieci anelli e li nasconde. Non riuscendo a trovarli, il Mandarino ritorna nella "Valle degli Spiriti" e alle rovine dell'astronave dove aveva trovato i suoi anelli. Lì scova una fascetta contenente una tecnologia che gli permette di ritrovare gli anelli. Il Mandarino usa il suo nuovo potere per ricostruire il suo castello e riportarlo allo stato originale. L'Unicorno, un altro avversario abituale di Iron Man, chiede al Mandarino di curare la sua malattia che peggiorava di giorno in giorno. Entrambi si recano in America per affrontare il loro nemico comune, ma durante la battaglia, il Mandarino scopre che la fascetta aveva scambiato la sua coscienza con quella del suo alleato. È costretto a scappare, trascinandosi dietro il corpo moribondo dell'Unicorno.
Quando il Mandarino arriva nel suo castello in Cina, scopre che Artiglio Giallo, un altro criminale cinese, lo aveva espugnato. Quindi è costretto a cercare un altro laboratorio per provare a invertire lo scambio di menti, con l'aiuto del mutante giapponese Sole Ardente, che aveva fatto prigioniero. Mentre combatte ancora con Iron Man, il quartier generale provvisorio del Mandarino viene distrutto. Il possessore dei dieci anelli si lancia all'attacco dell'Artiglio Giallo per cercare di riprendersi il suo castello, ma durante l'assedio il robot del criminale cinese contro il quale stava combattendo esplode danneggiando gravemente la roccaforte.
Poco prima di morire il Mandarino, usa la fascetta per trasferire la sua mente nei dieci anelli. Quando questi vengono rubati dal servitore dell'Artiglio Giallo assetato di potere, Loc Do, la coscienza del Mandarino si impossessa del corpo di quest'ultimo e, successivamente, usando il potere del suo anello riordinatore di materia, trasforma il corpo di Loc Do in una versione più giovane del suo.
Il Mandarino ritorna al suo castello e scopre che è stato distrutto di nuovo. Dopo averlo ricostruito, cerca di catturare Iron Man con le sue tecnologie teletrasportatrici, ma ancora una volta cattura qualcun altro nell'armatura del supereroe. Questa volta è Michael O'Brien, un amico di Stark e il primo ad aver indossato l'armatura delle Guardie. Iron Man vola in aiuto di O'Brien, indossando un modello di armatura vecchio, lo salva, riesce a disattivare le bombe che il Mandarino voleva lanciare sugli Stati Uniti e lo batte per la seconda volta in un combattimento corpo a corpo. Forse sotto il dominio mentale di uno degli anelli del suo antagonista, Iron Man non lo consegna alla giustizia, ma lo lascia libero. Inoltre tenta anche di distruggere tutto il raccolto di riso cinese per provocare una guerra. Durante questo tentativo, il Mandarino incontra Jim Rhodes, che indossa l'armatura War Machine di cui entra in azione al posto di Stark.
In seguito il Mandarino prova a trasformare la Grande Collina Di Vibranio a Wakanda, il paese della Pantera Nera in Vibranio di Tipo II che, se avvicinato a qualche altro metallo, provoca la separazione delle molecole, ma grazie all'intervento di War Machine il tentativo viene sventato.

### Cuore Oscuro

Il Mandarino contro Iron Man, disegni di Tom Morgan.

Tempo dopo, mentre sperimentava i suoi anelli, il Mandarino cade in uno stato comatoso; durante la guarigione Chen Hsu, l'anziano capitano dei Makluani nascosti sulla Terra, ruba e sostituisce uno dei suoi anelli, provocandogli una forte amnesia dovuta al legame tra l'uomo e tali oggetti.
Quando Stark prova a fondare una filiale della Stark Enterprises a Hong Kong, Iron Man e il Mandarino riprendono ancora una volta a combattere. Il criminale cinese si faceva chiamare Zhang Tong ed era diventato il più ricco industriale di Hong Kong. Come Tong, controlla un ingente numero di politici e di grandi affaristi nella città asiatica. Il Mandarino blocca tutti i tentativi di Stark di allargare la sua attività, anche uccidendo degli innocenti. Il criminale si serve di un nuovo gruppo di super-cattivi al suo servizio chiamato La Mano, per fare il lavoro sporco al suo posto. Durante una missione, un membro de La Mano viene autorizzato ad utilizzare uno degli anelli; se il criminale al suo servizio fosse stato catturato, ucciso o sconfitto, l'anello si sarebbe automaticamente di nuovo teletrasportato nelle mani del Mandarino.
Dopo un certo periodo, l'eroina mutante Psylocke attraversa il portale magico chiamato Siege Perilous (Seggio Periglioso), che la teletrasporta su una costa asiatica e le provoca un'amnesia. Un uomo chiamato Matsu'o Tsurabaya crede che lei possa salvare la sua ragazza, Kwannon, malata al cervello gravemente, scambiando il cervello della X-Men con quello della ragazza. Grazie all'aiuto della donna dai poteri magici conosciuta come Spirale, Matsu'o riesce ad attuare il suo progetto. In seguito il Mandarino ipnotizza Psylocke (che si trova nel corpo di Kwannon) e le fa credere di essere Lady Mandarino, un suo sicario. Dopo aver fatto molti lavori per lui, Psylocke è salvata dai compagni Wolverine e Jubilee, ed assieme riescono a sconfiggere il Mandarino. Questo fatto causa una serie di eventi che portano il Mandarino a smembrare La Mano.
Essendosi reso conto del furto di Chen Hsu, il Mandarino sfida il vecchio capitano e riesce a recuperare sia l'anello sia la sua memoria, in seguito riesce a controllare Hsu stesso e il gigantesco drago Makluano Fin Fang Foom, grazie al quale è in grado di sottomettere un terzo della Cina. Tony Stark e Jim Rhodes, entrambi con l'armatura di Iron Man, intervengono, ma il Mandarino attacca il drago e Hsu sapendo dei loro piani; Stark con l'aiuto del criminale e dei suoi anelli riesce a sconfiggere i Makluani e le mani del Mandarino vengono bruciate nello scontro.
In seguito il Mandarino scopre il Cuore Oscuro, una sfera apparentemente fatta di energia magica, che usa per tornare indietro nel tempo in Cina. Iron Man, con la sua squadra, i Force Works, e il suo compagno War Machine lo sconfiggono, ma non prima che il Mandarino potesse scoprire che dentro all'armatura di Iron Man c'è Tony Stark. L'eroe infetta il Mandarino con un virus tecno-organico, e il Cuore, comprendendo che il suo possessore era infettato dalla tecnologia, lo rigetta e implode. Iron Man crede che il suo arcinemico sia morto, invece si era solo teletrasportato e trasformato dalle ultime energie della sfera in un addetto delle pulizie della filiale ad Hong Kong della Stark Enterprises.
Alla fine, al Mandarino ritorna la memoria e invece di distruggere le tecnologie di Stark, il super-criminale inizia a progettare una gigantesca fortezza volante chiamata "Il Drago del Paradiso" con la quale vorrebbe conquistare la Russia e forse il mondo. In questo periodo Iron Man riappare, dopo essere stato creduto morto dopo lo scontro con Onslaught. Il Mandarino inizia a sferrare attacchi ad Iron Man, che terminano con lo scontro su il Drago del Paradiso. In seguito si scopre che in realtà il criminale non voleva conquistare la Russia, ma testare Iron Man e scoprire se l'eroe è degno di essere il suo nemico. Il Mandarino sembra essere morto quando il Drago del Paradiso esplode, ma Iron Man è tutt'altro che convinto riguardo alla fine del suo avversario.

### Temugin
Nonostante l'incredulità di Iron Man, dovrà passare molto tempo prima che il Mandarino riappaia davanti all'eroe. Invece il Vendicatore meccanico deve trovarsi faccia a faccia con il figlio del criminale, Temugin. Il ragazzo ha poche, preziose memorie del padre, quella più vivida è quando lo ha portato in un monastero dove viene cresciuto e allenato dai monaci. Temugin è un sensitivo, spirituale e incredibilmente potente poiché è capace di controllare il "Qi" (pronuncia: ci), la forza vitale in tutte le cose.
Un giorno il giovane riceve un pacchetto contenente le mani del Mandarino, con gli anelli del potere annessi. Temugin sa che è un onore poter realizzare i desideri del padre. Il ragazzo sfida Iron Man per vendicare la morte del Mandarino e riesce a metterlo a tappeto, anche senza gli anelli.
Col passare degli anni Temugin si occupa sempre meno di Iron Man e, corrotto dal potere degli anelli, si dedica a prede di maggior livello.

### Resilent
Durante il ritorno alle scene di Tony Stark si scopre che anche il Mandarino è vivo e sta tramando nell'ombra. Si scopre che ha avuto una figlia da Giustine Hammer (la figlia di Justine Hammer) chiamata Sasha e che grazie ai resti delle industrie Hammer sta fornendo tecnologia militare sia agli Stati Uniti che a vari terroristi in tutto il mondo, costringendoli a lavorare per lui grazie a dei microchip impiantati dei loro corpi e che li ucciderebbero in caso di ribellione.
Arriva anche a rapire lo stesso Stark, costringendo lui ed Ezekiel Stane a costruire un'arma dalle sembianze di un enorme androide, con lo scopo di conquistare il mondo grazie al potere degli anelli: i due però si rivoltano insieme ad altri prigionieri riuscendo a sventare il suo piano. Alla fine il Mandarino verrà ucciso da Stane e i suoi anelli sequestrati dalle autorità.

## Poteri e abilità
Il Mandarino è uno dei più grandi scienziati della Terra, non solo perché riesce a dominare egregiamente la scienza Makluana, ma perché riesce anche a fare grandi scoperte sulla base della scienza aliena. Sebbene il Mandarino non abbia poteri naturali suoi, è un eccellente atleta e ha un'abilità spaventosa nelle arti marziali e nel maneggiare le spade. A causa dei continui allenamenti, le parti del corpo che usa come armi, specialmente le mani, sono ricoperte da grossi e duri calli. Senza aiuti esterni può spezzare un tronco di legno, mattoni e ferro leggero con un colpo delle sue mani. Quando si protegge con un sottile ma intenso campo di forza protettivo, può riuscire a bloccare anche il raggio magnetico di Iron Man e a scalfire profondamente le sue prime armature con i colpi delle sue mani.
Le armi principali del Mandarino sono i dieci anelli che porta sulle dita. Il funzionamento di essi non può essere spiegato dalla scienza contemporanea, ma si sa che riescono a fare da fonte di energia per i potentissimi motori di un'astronave Axonn-Kar. Il Mandarino è riuscito a convertire gli anelli in modo da poterli controllare con la mente.
Qui sotto c'è una lista dei poteri degli anelli associati al dito su cui vengono portati:
- Mignolo sinistro - Zero genera freddo e può creare e manipolare il ghiaccio
- Anulare sinistro - Lampo assorbe energia elettrostatica su scala planetaria e può reindirizzarla in scariche elettriche potentissime
- Medio sinistro - Bugiardo crea illusioni perfette
- Indice sinistro - Inceneritore contiene il nucleo miniaturizzato di una stella; può generare fiamme ed eruzioni solari
- Pollice sinistro - Demonico aumenta le capacità mentali del suo portatore fino a permettergli di sottomettere la volontà altrui
- Pollice destro - Modificatore manipola la materia a livello subatomico.
- Indice destro - Influenza aumenta le capacità fisiche del suo portatore come la forza e la resistenza
- Medio destro - Avvolgitore dilata il tempo intorno al suo portatore permettendogli di muoversi a velocità elevatissime rispetto allo spazio normale
- Anulare destro - Spettrale piega l'ambiente intorno al suo possessore facendolo diventare invisibile. Può anche lanciare un potente raggio disintegrante che però si ricarica in venti minuti
- Mignolo destro - Notturno può creare e manipolare oggetti fatti di energia oscura

Col passare degli anni, il Mandarino stabilisce un forte legame psicologico coi suoi anelli, che si era rinforzato soprattutto nel periodo nel quale la sua anima aveva dimorato in essi. Una strana conseguenza è che nessuno può usare gli anelli al di fuori del criminale cinese. Adesso il Mandarino può comandare i suoi anelli e riuscire a vedere cosa succede attorno ad essi anche da grandissime distanze. La continua esposizione agli anelli alieni ha reso le sue mani verdognole e squamose.

## Altri media

### Marvel Cinematic Universe

L'attore Trevor Slattery, alias il (falso) Mandarino, interpretato da Ben Kingsley nel film Iron Man 3

Il Mandarino compare nel Marvel Cinematic Universe (MCU) interpretato da due attori: Ben Kingsley e Tony Leung Chiu-Wai.
- Nel film Iron Man viene menzionato il gruppo terroristico dei "Dieci Anelli" che, apparentemente, fa capo al Mandarino, il quale, stando alla prima bozza della sceneggiatura, sarebbe dovuto comparire ma, poi, venne eliminato poco prima dell'inizio delle riprese.[8]
- Il Mandarino compare nel settimo capitolo cinematografico del MCU Iron Man 3 (2013), tale versione è tuttavia molto diversa dal fumetto; difatti viene rivelato essere solo un personaggio fittizio interpretato da un attore alcolizzato e ambiguo di nome Trevor Slattery, che è stato ingaggiato dal vero antagonista principale del film, il folle scienziato Aldrich Killian (Guy Pearce), fondatore dell'A.I.M.. Stando a Kevin Feige tuttavia, tale personaggio è stato ideato da Killian sulla base della figura leggendaria, realmente esistente, del Mandarino.[9] È interessante notare inoltre come la Marvel avesse prodotto per la linea di giocattoli del franchise cinematografico di Iron Man un action figure del Mandarino del tutto diversa da quella successivamente apparsa al cinema e, presumibilmente, raffigurante quello autentico.[10]
- Nel cortometraggio All Hail The King, ambientato dopo Iron Man 3, quanto asserito da Feige viene confermato: il documentarista Jackson Norriss,[11] recatosi a intervistare Trevor Slattery nel penitenziario ove è rinchiuso, si rivela un affiliato dei "Dieci Anelli" (setta esistente fin dalla nascita dell'Impero Cinese) incaricato di far evadere l'attore per portarlo a cospetto del vero Mandarino, intenzionato a vendicarsi e "riprendere" il nome ridicolizzato da lui e Killian. Tramite vari fumetti prequel dei film del MCU viene inoltre rivelato che la setta ha sempre cospirato per distruggere Stark.
- In un'intervista concessa a Kevin Feige, quest'ultimo ha rivelato che il vero Mandarino sarebbe comparso in uno dei prossimi film dei Marvel Studios e del MCU, dopo lo scarso successo ottenuto con il falso Mandarino interpretato dall'attore britannico Ben Kingsley nel film Iron Man 3. Al San Diego Comic Con del 2019, è stato annunciato che il Mandarino sarà l'antagonista principale del film Shang-Chi e la leggenda dei Dieci Anelli (uscito il 3 settembre 2021) e che è stato interpretato dall'attore hongkonghese Tony Leung Chiu-Wai. Il personaggio è il leader della pericolosa organizzazione criminale dei Dieci Anelli, una figura quasi leggendaria; nel terzo film di Iron Man viene usata la sua immagine dal criminale Aldrich Killian mediante l'attore da quattro soldi Trevor Slattery per mascherare le sue attività criminali. In realtà il Mandarino si chiama Xu Wenwu ed è un criminale che ha costruito un impero dopo essere vissuto per centinaia di anni grazie al potere dei mistici Dieci Anelli. Decise di abbandonare il crimine dopo essersi sposato con Jiang Li, avendo da lei i figli Shang-Chi e Xialing, ma quando la donna fu uccisa dai suoi vecchi avversari in affari tornò a essere un criminale sottoponendo a un intenso allenamento anche Shang-Chi, finché entrambi i figli lo abbandonarono in giovane età per ricostruirsi una vita. Wenwu viene manipolato da un demone millenario che gli fa credere di essere l'anima di Jiang Li intrappolata in una caverna sorvegliata dai cittadini di Ta-Lo, pertanto il Mandarino guida i suoi uomini per aprire un varco, scontrandosi anche con i suoi figli. Dopo aver appreso il suo errore, si sacrifica per salvare Shang-Chi e quest'ultimo acquisisce il potere dei Dieci Anelli, fino ad essersi eliminato dal mostruoso Divoratore di Anime.
- Xu Wenwu, alias il Mandarino, è ricomparso anche nella seconda stagione della prima serie animata dell'MCU What If...? (2021), doppiato stavolta da Feodor Chin.
- Il personaggio è ricomparso nuovamente nella quinta serie animata dell'MCU Marvel Zombies (2025).

### Animazione
- Il Mandarino compare come antagonista principale nel film d'animazione L'invincibile Iron Man.

### Televisione
- Il personaggio è uno dei nemici principali della serie animata The Marvel Super Heroes.
- Il Mandarino è l'antagonista principale della serie animata Iron Man (1994): il personaggio viene rappresentato come un ex-archeologo di nome Arnold Brock entrato in possesso di dieci gemme trovate all'interno della carcassa di una navicella aliena.
- Il personaggio è presente come antagonista principale nella serie animata Iron Man: Armored Adventures. Il Mandarino è Gene Khan / Temugin e in tale incarnazione, oltre a venire rappresentato più in chiave antieroica che antagonistica, egli è per metà un makluano a causa di esperimenti genetici svolti dai suoi antenati al fine di sopportare il potere dei Dieci Anelli.
- Il Mandarino è presente nella miniserie animata LEGO Marvel Super Heroes: Sovralimentazione massima.
- Il Mandarino compare nell'anime Disk Wars: Avengers.

### Videogiochi
- Il Mandarino compare in Captain America and The Avengers.
- Il Mandarino compare in Marvel: La Grande Alleanza.
- Il Mandarino compare in Marvel Pinball.
- Il Mandarino compare in Marvel: Avengers Alliance[12].
- Il Mandarino compare in LEGO Marvel Super Heroes e LEGO Marvel's Avengers.

### Letteratura
Nella versione romanzata per ragazzi del film Iron Man 3 è presente un'importante alterazione a livello di trama: essendo il libro basato su una precedente sceneggiatura, viene spiegato che il personaggio che nel film era Trevor Slattery, nel libro è il vero Mandarino, e che Aldrich Killian è al suo servizio. Al termine del film inoltre il Mandarino viene costretto alla fuga, giurando di vendicarsi di Tony Stark.